# Batto I di Cirene
Batto I di Cirene (in greco antico: Βάττος?, Báttos), noto anche come Batto Aristotele (Βάττος Ἀριστοτέλης), o Aristeo (Ἀρισταίος) (Santorini, VII secolo a.C. – Cirene, 600 a.C.), fu il fondatore dell'antica colonia greca della Cirenaica e della sua capitale Cirene in Libia, della quale fu anche il primo re.
La sua dinastia è nota con il nome di Battiadi, denominazione derivata da Batto, di cui fu il capostipite.

## Biografia

### Le origini
Nato in un ignoto villaggio dell'isola greca di Santorini (in greco Tera), ciò che sappiamo della sua famiglia è quanto descritto dallo storico greco Erodoto. Era figlio di Polimnesto, un nobile di Tera, e di Fronima. Quest'ultima era una principessa di Oasso (una città dell'isola di Creta), il cui padre, Etearco o Eteaco, ne era il re. Alla morte della madre, regina di Oasso, Etearco si era risposato. La matrigna di Fronima (il cui nome non è noto) fece di tutto per denigrare Fronima, in particolare accusandola di fornicazione. Quando a Etearco giunsero queste voci, egli convinse un amico di Tera, un mercante chiamato Temistone, che viveva a Oasso, a giurargli che avrebbe fatto qualsiasi cosa lui gli avesse chiesto. Etearco fece rapire Fronima, affidandola alle cure di Temistone e chiedendogli di gettarla in mare. Temistone, per prestar fede al giuramento, portò Fronima sulla sua nave, la gettò in acqua legata con corde, ma la tirò poi nuovamente a bordo senza averla uccisa. Quindi Temistone fece vela con Fronima, rientrando nella sua città di Tera, ove Fronima divenne l'amante di un notabile locale di nome Polimnesto, che era membro famiglia dei Mini. Fronima diede un figlio a Polimnesto, Batto. Erodoto non ne fornisce in realtà il nome, ma secondo Pindaro, il suo nome natale era Aristotele. Giustino lo chiama Aristeo, sostenendo che dopo la sua morte a Cirene fu venerato con il nome di Aristeo. Comunque battus, in greco antico significa "farfugliante" (poiché aveva una difficoltà nel suo eloquio come i bambini), mentre nel linguaggio libico battus significava "re".  Erodoto sostiene che egli non era noto come Battos finché non partì per la Libia.

### La consultazione a Delfi
Verso il 639 a.C. il re di Tera, Grinno, si recò dall'isola fino a Delfi, per consultare l'oracolo su alcuni problemi. A quel tempo Tera subì una forte siccità, mancando di precipitazioni per ben sette anni. La sua popolazione era in aumento e non poteva più sostenere un'ulteriore immigrazione.
Una delle persone al seguito del re era Batto. Quando Grinno chiese il consiglio alla pitonessa, questa gli diede una risposta apparentemente senza senso. Ella gli disse che avrebbe dovuto andare in Libia a fondarvi una città, dietro suggerimento del dio Apollo. Il re era troppo anziano per questo viaggio e incaricò Batto di andarci lui a suo nome. Il problema era che nessuno dei due sapeva dove stesse la Libia.
Quando Grinno e Batto rientrarono a Tera, la siccità era peggiorata e la popolazione si trovava in gravi condizioni. Il re inviò un certo Tereano nuovamente a chiedere il responso dell'oracolo. La pitonessa ripeté lo stesso messaggio: per ripristinare le loro fortune, dovevano andare in Libia a fondare una nuova colonia.
Grinno inviò un gruppo di uomini a Creta per cercarvi qualche persona originaria della Libia o qualcuno che ci fosse già stato. Il gruppo sbarcò a Itanos, ove incontrò un pescatore di nome Corobio, che spiegò loro di essere stato una volta spinto fuori rotta ed essere sbarcato a Platea, un'isola al largo delle coste libiche.

### Sforzi iniziali
I teresi pagarono Corobio perché tornasse con loro a Tera e poco dopo, con un piccolo contingente esplorativo e Corobio come guida, salparono verso la Libia. Sbarcati nell'isola di Platea e lasciatovi Corobio con viveri a per un breve tempo di soggiorno, i terasi tornarono alla loro isola per portarvi la buona notizia di aver trovato la Libia. Tuttavia le scorte a Corobio cominciarono a scarseggiare, ma per sua fortuna un'imbarcazione proveniente da Samo e diretta in Egitto, al comando di un certo Coleo, dovette dirigersi su Platea a causa delle cattive condizioni atmosferiche. L'equipaggio di questa imbarcazione lasciò a Corobio viveri a sufficienza per un anno ancora. Coleo e il suo equipaggio erano ansiosi di raggiungere la loro destinazione, ma il vento dell'est impedì loro di raggiungere l'Egitto e furono dirottati verso le Colonne d'Ercole. Per loro fortuna sbarcarono nel porto commerciale di Tartesso.
Intanto gli abitanti di Tera, dopo aver appreso le novità dal gruppo esplorativo, decisero di inviare una nuova spedizione con persone rappresentative di ciascuno delle sette città dell'isola, estratti a sorte. Re e popolo scelsero Batto come guida del viaggio verso Platea. Batto e i suoi compagni salparono con due galee. Quando queste giunsero in vista della costa, Batto non riuscì a decidere ove sbarcare e ordinò di rientrare a Tera, ma qui, al loro ritorno, gli abitanti si rifiutarono di accoglierli, lanciarono contro di loro oggetti dal porto e li costrinsero a tornare da dove erano venuti.

### Fondazione di Cirene
Batto e le due navi tornarono una seconda volta a Platea, ove rimasero per due anni, incapaci però di stabilirvisi. Lasciando una persona sull'isola, essi tornarono a Delfi a consultare nuovamente l'oracolo circa la Libia e le loro cattive condizioni. La pitonessa li consigliò di stabilirsi sul continente. Cosicché essi salparono nuovamente per Platea e si stabilirono a sud dell'isola fondando un insediamento che chiamarono Aziris. 
Qui vissero per sei anni, intrattenendo rapporti amichevoli con i libici. Dopo un accordo con i locali, i libici li persuasero a lasciare Aziris per spostarsi verso ovest in una zona favorevole all'agricoltura chiamata Irasa, presso la fonte di Apollo. Il libici li guidarono in una località ove, dissero, che «… questo è un posto ove vi è un buco nel cielo» il che avrebbe potuto significare una località di frequenti precipitazioni, fatto abbastanza raro in Africa settentrionale.
Batto chiamò questo nuovo insediamento (fondato verso il 630 a.C.) Cirene. Il nome proviene da una fontana che si credeva fosse sta consacrata ad Apollo. Inoltre egli fece far giuramento ai suoi coloni. Vi è un'iscrizione datata dal IV secolo a.C., che riporterebbe il testo originale del giuramento.
Benché poco si sappia del regno di Batto, pare che egli abbia regnato con moderazione e mitezza. Egli era probabilmente anche un bravo governante, che ebbe successo nel cementare la coesione dei coloni e nell'utilizzare i vantaggi dell'ambiente circostante.

### Morte
Batto morì nel 600 a.C. e fu venerato tributandogli un culto eroico. La sua tomba si trova vicino al luogo di mercato, sulla strada che egli fece costruire verso il tempio di Apollo. I cittadini di Cirene gli dedicarono una statua a Delfi: egli vi è rappresentato su un carro guidato dalla ninfa Cirene (figura mitologica, figlia di Ipseo, re dei Lapiti, e di Tricca, rapita da Apollo, che la portò in Libia ove avrebbe fondato la città omonima) con un'altra figura che rappresenta la Libia nell'atto di incoronarlo re. La statua fu scolpita da Anfione di Cnosso.
Gli successe il figlio Arcesilao I di Cirene.